# Jomswikingowie

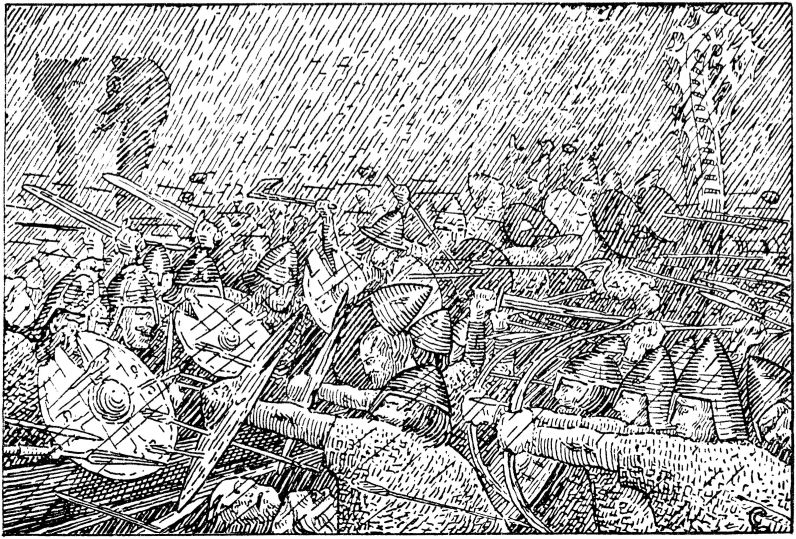
Jomswikingowie podczas bitwy w zatoce Hjorungavagr

Jomswikingowie (staroislandzki: Jómsvíkingar) – legendarna wikińska zbrojna drużyna, stacjonująca w Jomsborgu w X i XI wieku. Według sag utworzona została dla ochrony duńskich wpływów w kraju Słowian. Miała również brać udział w wielu starciach na Bałtyku oraz najeżdżać pobliskie kraje. Sławę Jomswikingom przyniosła bitwa w zatoce Hjorungavagr.

## Źródła

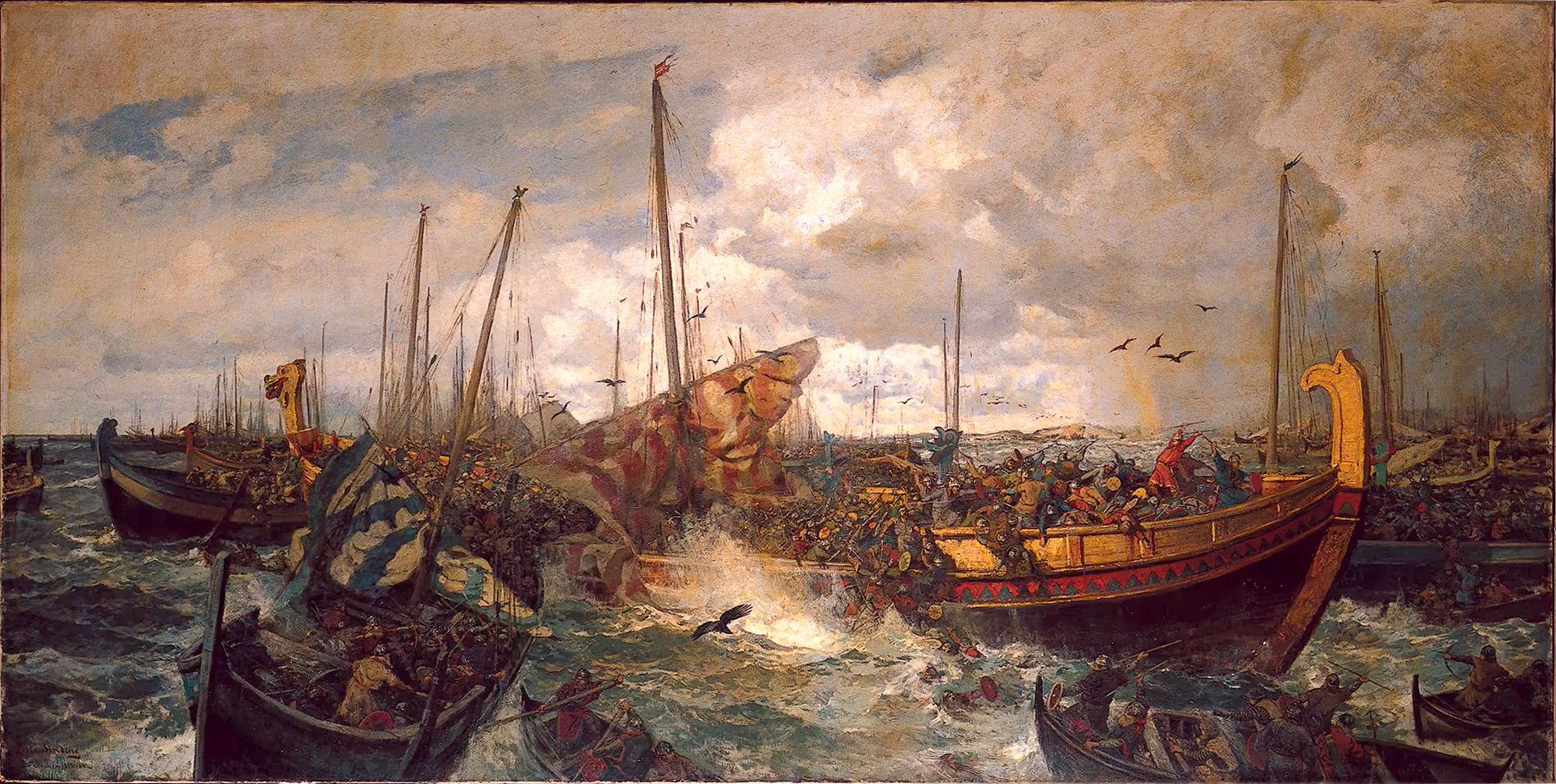
Bitwa morska pod Svold na obrazie Otto Sindinga (1884)

Poszczególne przekazy prezentują zasadnicze różnice w niektórych kwestiach dotyczących Jomswikingów, dlatego wyróżnia się dwie wersje tradycji, starszą i młodszą. Według pierwszej z nich założycielem Jomsborga miał być norweski król Harald Sinozęby, a według drugiej jarl Palnatoki. Obie mówią natomiast o tym, że drużyna została powołana do obrony obszaru, na którym znajdował się Jomsborg.
Jednym z najstarszych śladów formowania się tradycji o Jomswikingach jest napisany prawdopodobnie w drugiej połowie XII wieku wiersz Bjarniego Kolbeinssona Jómsvikingadràpa. Pojawia się w nim postać króla Haralda Sinozębego i wątek założenia Jomsborga. Poemat ten został później wykorzystany przez autorów Fagrskinny oraz Knytlinga sagi. Stanowił też podstawę Jómsvikingasagi, której najstarsze, ale nie zachowane do dziś wersje przypisywały Haraldowi Sinozębemu zbrojny podbój kraju Słowian i założenie na Wolinie warownego grodu – Jomsborga, w którym umieścił grupę wojowników. Fragmenty tej najstarszej, zaginionej wersji Jómsvikingasagi zachowały się w takich dziełach jak: Gesta Danorum Saxo Gramatyka, Fagrskinna oraz Heimskringla Snorriego Sturlusona.
Z kolei według młodszych wersji Jómsvikingasagi założycielem Jomsborga nie był Harald, tylko jarl wyspy Fyn – Palnatoki, który dokonał tego czynu w porozumieniu z królem Vindlandu, Burysławem.
Jeszcze nieco inną wersję przedstawia Saxo Gramatyk w swoim historiograficznym dziele Gesta Danorum. Według niego król Harald podbił osadę o nazwie Julinum i przekazał ją pod panowanie szwedzkiego księcia Styrbjörna Olafssona. Przysłał mu również zbrojną grupę wojowników, z pomocą których Olafsson usiłował przejąć władzę w Szwecji. Poniósł jednak klęskę w starciu ze swoim wujem i jednocześnie królem Erykiem Zwycięskim w bitwie pod Fýrisvellir.
Knýtlinga saga natomiast przypisuje założenie Jomsborga królowi Haraldowi, ale nie łączy z nim postaci Styrbjörna Olafssona.
Według Jómsvikingasagi po przegranej bitwie pod Fýrisvellir Jomswikingowie pod wodzą następcy Palnatokiego – Sigvalda – wyprawili się do Norwegii przeciwko jarlowi Haakonowi. Finałem tych działań była bitwa w zatoce Hjorungavagr, podczas której Jomswikingowie ponieśli klęskę. Motyw ten stał się istotną częścią całej sagi, w której sławiono ich odwagę, zdolności wojenne oraz pogardę dla śmierci. Saga wspomina również, że po tych wydarzeniach znaczenie i siła Jomswikingów zaczęły słabnąć, ale Saga o Olafie Trygvassonie mówi, iż odegrali oni jeszcze istotną rolę w bitwie pod Svolder w 1000 roku.
W kolejnych dekadach XI wieku najechali jeszcze wschodnią Anglię, terytoria skandynawskie oraz prowadzili starcia morskie, głównie na Bałtyku. Kres ich działalności położył w 1043 roku król norweski Magnus I Dobry, który najechał Wolin i zniszczył Jomsborg.

### Rozbieżności
Ewolucja, jaką przechodziła Jómsvikingasaga, doprowadziła do zniekształcenia jej  pierwotnego przekazu i zastąpienia Haralda Sinozębego w roli założyciela Jomsborga przez jarla Palnatokiego. Jej poszczególne wersje różnie przedstawiające wątek założenia grodu ukształtowały kolejne przekazy, których autorzy prawdopodobnie opierali się dodatkowo na tradycji ustnej. Jednym z pierwszym tekstów prezentujących króla Haralda w niekorzystnym świetle był napisany w pod koniec X wieku wiersz niddigt, w którym został on przedstawiony jako władca tchórzliwy i pozbawiony cech przywódczych. Heimskringla opisuje jego bierność w wojnie z Ottonem II, a Saxo Gramatyk – groteskową śmierć. To zaś nie pasowało do wizerunku założyciela warownego grodu i przywódcy wojowników, więc w kolejnych wersjach sagi zastąpiono go odważnym jarlem Palnatokim, który był jednocześnie głównym oponentem króla.

## Organizacja
Choć okoliczności powstania Jomsborga i powołania zbrojnej grupy Jomswikingów nieco różnią się w poszczególnych źródłach, to wszystkie zgadzają co do zadań, jakie przed nimi postawiono. Według młodszej tradycji jarl Palnatoki otrzymał Jomsborg oraz okoliczne tereny od słowiańskiego władcy Burysława w zamian za rządzenie nimi w jego imieniu oraz ich ochronę. Palnatoki nie tylko umocnił gród, ale też powołał sprawną i dobrze zorganizowaną drużynę wojowników. By tego dokonać, miał ustanowić zbiór praw, które obowiązywały każdego Jomswikinga. W ich myśl do drużyny przyjmowano jedynie osoby między 18 a 50 rokiem życia. Decydował o tym jarl z całą drużyną, lecz to do niego należała ostateczna decyzja. Wojownicy podczas walki nie mogli okazywać strachu ani zwątpienia, a poległego towarzysza mieli obowiązek pomścić. Zdobyte podczas walki łupy trafiały do Jomsborga, gdzie zarządzał nimi jarl. On też miał prawo ogłaszać nowe wieści.
Z kolei w grodzie obowiązywał zakaz wszczynania awantur i kłótni, a wszelkie spory rozstrzygał jarl. Nie mogły w nim również przebywać kobiety. Wojownicy natomiast nie mogli opuszczać grodu na dłużej niż trzy noce.